# 68式自動小銃
68式自動小銃（または68式自動歩銃）(朝鮮語: 68식 자동보총)は、朝鮮民主主義人民共和国(北朝鮮)でライセンス生産されたAKである58式自動小銃のレシーバー（機関部）の製造方法をプレス加工に変更した自動小銃である。

## 開発
1958年に生産が始まった58式自動小銃は、レシーバーが切削加工によって製造されており、それによって重量の増加や生産効率の悪さ、製造費用などが問題視され始めた。この問題に対して、北朝鮮はソビエト連邦のAKMに倣ってレシーバーをプレス加工での製造を決定した。この新型AKM模倣自動小銃は68式自動小銃として1968年より国営工廠で生産が開始され、のちに58式自動小銃の後継として朝鮮人民軍陸軍に採用された。

## 構成
68式自動小銃はAKMのコピーモデルであるが、直接的なコピーではなく58式自動小銃から発展したものなのでAKMとの差異も多い。
AKMの特徴の一つであるトリガー上部右側にあるハンマーリターダーが68式自動小銃には備わっておらず、トリガー自体もAKMではAKから変更されていたのに対して68式自動小銃では58式自動小銃から特に変更はない。
AKMと同じくレシーバーをプレス加工に変更したことで耐久性が低下したため、それを補うためにレシーバー左側面にリベットを追加しているが、それに加えてトリガーガードの耐久性を高めるためトリガーガードに一本の強化リブが追加されている。生産効率を高めるため、銃身の固定方法がAKM同様の簡略化された方式に変更されている。また、AKMではハンドガードをより保持しやすくするためハンドガード左右に膨らみを追加していたが、68式自動小銃では従来同様の膨らみのないハンドガードを使用している。スリングスイベルの位置はAKMからは銃床下部に変更されていたが、68式自動小銃では58式自動小銃と同じレシーバー左側面後端のままである。レシーバーカバーも強化リブを備えたAKMのものではなく、58式自動小銃と同形のものを取り付けている。

## 派生型

### 68式自動小銃 1型
68式自動小銃の銃床をアンダーフォールディング銃床に変更したモデル。ベースはAKS同様の銃床だが、軽量化のために肉抜きがされている。これは軽量化に繋がる反面耐久性が低くなったため、輸出型では通常のものに戻されている。